# Königin-Luise-Haus

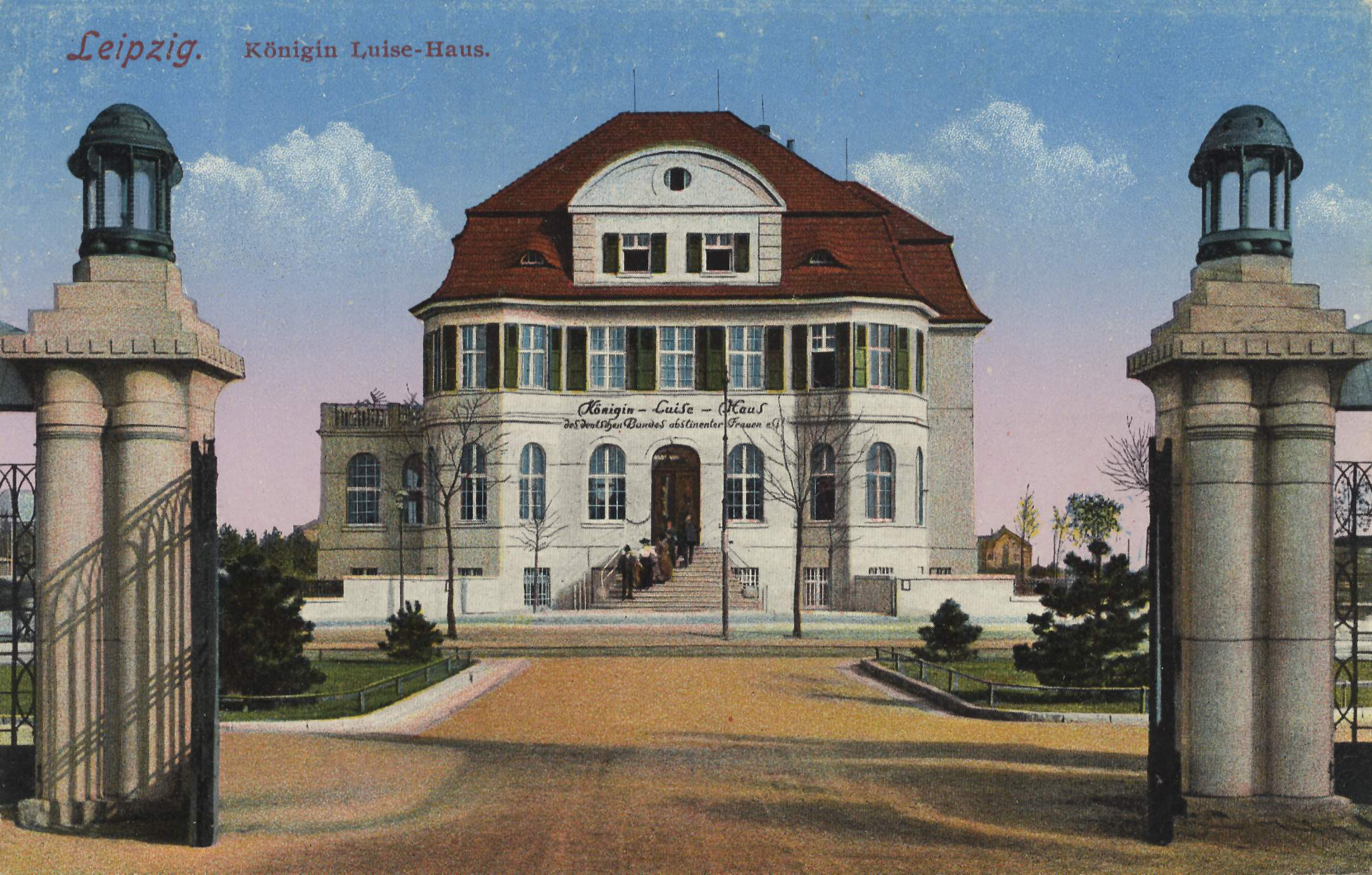
Das Königin-Luise-Haus in Leipzig zur Zeit seiner Eröffnung

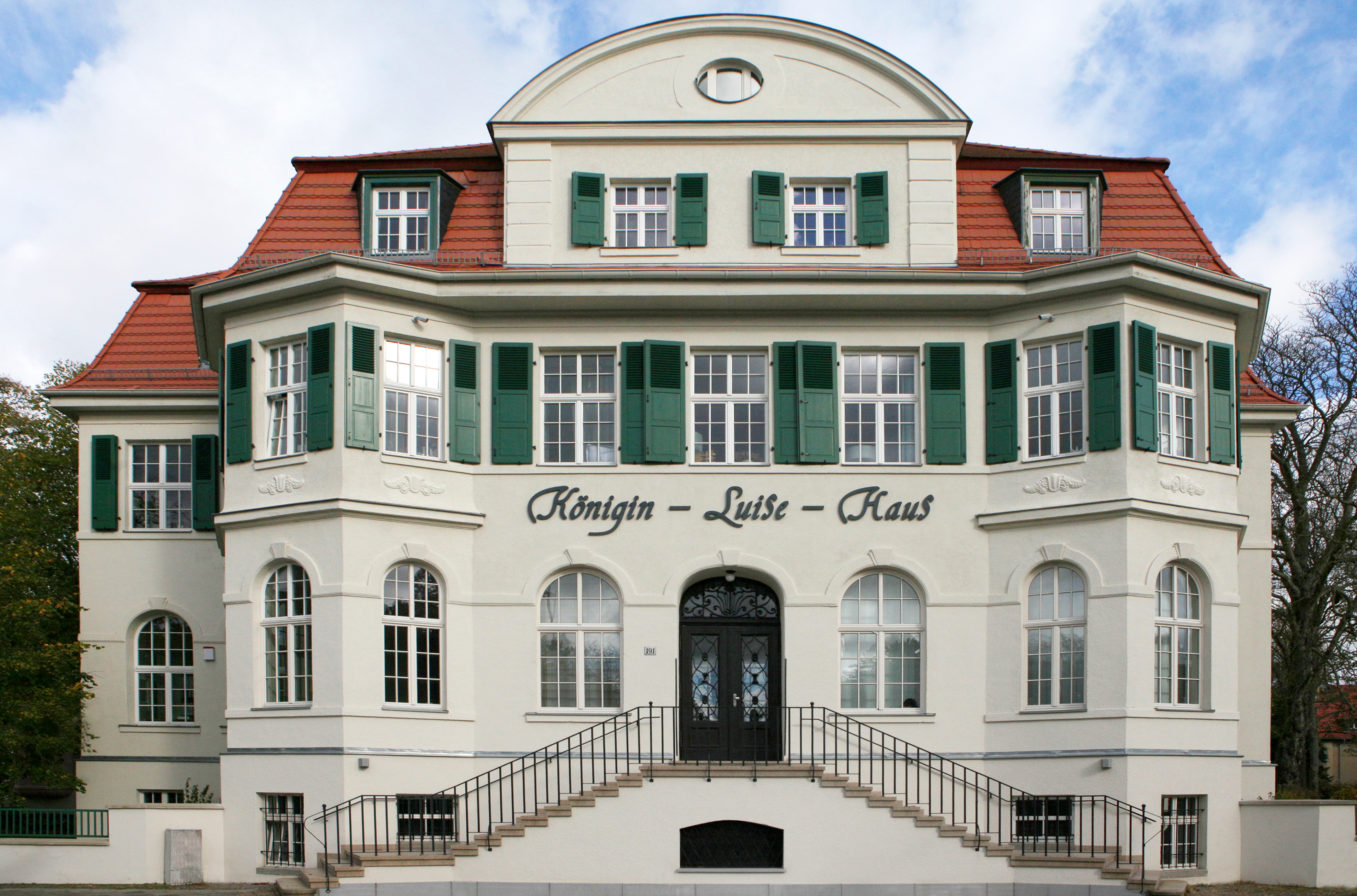
Das Königin-Luise-Haus 2017

Das Königin-Luise-Haus ist ein zum Leipziger Stadtteil Probstheida gehörendes Gebäude an der Prager Straße 191 gegenüber dem Haupteingang zum Südfriedhof, das 1913 als alkoholfreie Gaststätte errichtet wurde.

## Geschichte
Im Rahmen der Abstinenzbewegung zur Wende des 19. zum 20. Jahrhundert hatte in Bremen Ottilie Hoffmann den Deutschen Bund abstinenter Frauen gegründet, der sich in Deutschland ausbreitete und ab 1924 Deutscher Frauenbund für alkoholfreie Kultur hieß. Ziel des Verbandes war der Betrieb alkoholfreier Gaststätten. In Dresden befand sich der Landesverband des Königreichs Sachsen, in Leipzig wurde ein Ortsverband gegründet.
Als die sächsische Landesvorsitzende Gustel von Blücher im April 1912 zu einem Vortrag in Leipzig weilte und das im Bau befindliche Völkerschlachtdenkmal sah, war sie davon so beeindruckt, dass die Idee aufkam, es müsse neben dem Symbol der Befreiung von dem äußeren Tyrannen auch ein solches der künftigen Befreiung vom inneren, dem Alkohol, in Form eines alkoholfreien Restaurants errichtet werden. Schon Ende Mai 1912 fasste die Generalversammlung des Deutschen Bundes abstinenter Frauen in Freiburg im Breisgau den Beschluss, ein alkoholfreies Erfrischungshaus großen Stils an obiger Stelle zu bauen. Als Name wurde der der volkstümlichsten deutschen Fürstin während der Napoleonzeit, Königin Luise von Preußen, gewählt, weil sie die „volkstümlichste Fürstin jener Zeit [der antinapoleonischen Kriege]“ gewesen sei. Fundraising betrieb der Deutsche Bund Abstinenter Frauen, indem er ein Theaterstück veröffentlichte und adlige Frauen um Unterstützung bat, letzteres allerdings meist vergeblich.
Es gelang sehr schnell, das repräsentative Grundstück zu erwerben. Die Dresdner Architekten des Leipziger Hauptbahnhofs, William Lossow und Max Hans Kühne, wurden mit der Planung beauftragt. Am 11. März 1913 war Baubeginn, und schon am 18. September 1913, vier Wochen vor der Einweihung des Völkerschlachtdenkmals, fand die feierliche Eröffnung statt. Erste und langjährige Leiterin wurde Gertraud Brinkmann.
Im hoch gelegenen Erdgeschoss befanden sich der Hauptsaal mit anschließender großer Veranda und das Raucherzimmer. Im Obergeschoss gab es zwei kleine verbindbare Säle. Keller-, Unter- und Dachgeschoss enthielten Technik- und Betriebsräume sowie Wohnräume des Personals. Im Garten befand sich ein großer Kinderspielplatz. Das Angebot erstreckte sich auf alle Mahlzeiten. Es wurden scharf gewürzte Speisen vermieden und viel Gemüse angeboten sowie selbstgebackener Kuchen, Kaffee, Tee, Milch und Fruchtsaftgetränke. Im sogenannten Vorverkaufssystem bestellte und bezahlte man an der Kasse, bevor man bedient wurde.
Nach dem Zweiten Weltkrieg war statt der Gaststätte im Haus eine Poliklinik untergebracht. Nach der Wende waren in dem Gebäude verschiedene Arztpraxen beheimatet. In Vorbereitung seines hundertjährigen Bestehens wurde es aufwendig saniert und Ende 2015 komplett wieder hergestellt. Heute sind dort eine Physiotherapiepraxis und die Eiteneuer Immobilien GmbH untergebracht. Auch kann man Apartments für einen Städtetrip anmieten.